# 2011–2012-es EBEL-szezon
Az Osztrák jégkorongliga (németül: Österreichische Eishockey-Liga) – alapítva 1923-ban –, jelenleg a névszponzor után Erste Bank Eishockey Liga (rövidítve: EBEL), a legmagasabb szintű jégkorongbajnokság Ausztriában.

## 2011–2012-es szezon részt vevő csapatok
Jelenleg a bajnokságban 11 klub küzd a győzelemért. A hat osztrák klub mellett 2 szlovén,
egy magyar magyar, egy horvát és egy cseh csapat vesz részt.
- EHC Liwest Black Wings Linz (EHL)
- EC Red Bull Salzburg (RBS)
- EC Klagenfurt (KAC)
- Vienna Capitals (VIC)
- EC Villacher SV (VSV)
- Graz 99ers (G99)
- HK Jesenice (HKJ)
- HDD Olimpija Ljubljana (OLL)
- Sapa: Fehérvár AV 19 (AVS)
- KHL Medveščak Zagreb (MZA)
- HC Orli Znojmo (ZNO)

## Alapszakasz
A csapatok 54 mérkőzést játszanak. Minden páros hat alkalommal találkozik egymással, 3 hazai és 3 idegenbeli mérkőzésen. Az első hat bejut a rájátszásba.

## Középszakasz
Az alapszakasz után egy felső és egy alsó házra osztódik az eredményeket figyelembe véve. Az alapszakasz első hat helyezése a felső- az utolsó öt az alsó házba kerül. A felső háziak a jobb rájátszás helyért, az alsó háziak a rájátszásért harcolnak. A felső háziak és az alsó ház első két helyezése jut a rájátszásba. A középszakaszban a csapatok kétszer játszanak egymással. Egyszer otthon egyszer idegenben. A csapatok az alapszakaszbeli helyezésük alapján bónusz pontokat kapnak. Az alapszakasz első 4, a második 3, a harmadik 2, a negyedik 1 pontot kap. Az alsó házban a bónusz pontok eloszlása: a hetedik 3, a nyolcadik 2, a kilencedik 1 pontot kap.

## Rájátszás (Play-Off)
A 10 csapatból 8 csapat kerül a rájátszásba. Ahol szintén mindenki játszik mindenkivel, majd két ágra osztva az 1. a 8. helyezettel, a 2. a 7. helyezettel, a 3. a 6. helyezettel és a 4. az 5. helyezettel játszik negyeddöntőt. A továbbjutás egy meccsen dől el minden esetben. Ezután következik az elődöntő, majd a döntő.